# Гамбіт Вагнера
|   | a | b | c | d | e | f | g | h |   |
| 8 | a8 чорна тура · b8 чорний кінь · c8 чорний слон · d8 чорний ферзь · e8 чорний король · f8 чорний слон · g8 чорний кінь · h8 чорна тура · a7 чорний пішак · b7 чорний пішак · c7 чорний пішак · d7 чорний пішак · e7 чорний пішак · g7 чорний пішак · h7 чорний пішак · f5 чорний пішак · e4 білий пішак · f4 білий пішак · a2 білий пішак · b2 білий пішак · c2 білий пішак · d2 білий пішак · g2 білий пішак · h2 білий пішак · a1 біла тура · b1 білий кінь · c1 білий слон · d1 білий ферзь · e1 білий король · f1 білий слон · g1 білий кінь · h1 біла тура | a8 чорна тура · b8 чорний кінь · c8 чорний слон · d8 чорний ферзь · e8 чорний король · f8 чорний слон · g8 чорний кінь · h8 чорна тура · a7 чорний пішак · b7 чорний пішак · c7 чорний пішак · d7 чорний пішак · e7 чорний пішак · g7 чорний пішак · h7 чорний пішак · f5 чорний пішак · e4 білий пішак · f4 білий пішак · a2 білий пішак · b2 білий пішак · c2 білий пішак · d2 білий пішак · g2 білий пішак · h2 білий пішак · a1 біла тура · b1 білий кінь · c1 білий слон · d1 білий ферзь · e1 білий король · f1 білий слон · g1 білий кінь · h1 біла тура | a8 чорна тура · b8 чорний кінь · c8 чорний слон · d8 чорний ферзь · e8 чорний король · f8 чорний слон · g8 чорний кінь · h8 чорна тура · a7 чорний пішак · b7 чорний пішак · c7 чорний пішак · d7 чорний пішак · e7 чорний пішак · g7 чорний пішак · h7 чорний пішак · f5 чорний пішак · e4 білий пішак · f4 білий пішак · a2 білий пішак · b2 білий пішак · c2 білий пішак · d2 білий пішак · g2 білий пішак · h2 білий пішак · a1 біла тура · b1 білий кінь · c1 білий слон · d1 білий ферзь · e1 білий король · f1 білий слон · g1 білий кінь · h1 біла тура | a8 чорна тура · b8 чорний кінь · c8 чорний слон · d8 чорний ферзь · e8 чорний король · f8 чорний слон · g8 чорний кінь · h8 чорна тура · a7 чорний пішак · b7 чорний пішак · c7 чорний пішак · d7 чорний пішак · e7 чорний пішак · g7 чорний пішак · h7 чорний пішак · f5 чорний пішак · e4 білий пішак · f4 білий пішак · a2 білий пішак · b2 білий пішак · c2 білий пішак · d2 білий пішак · g2 білий пішак · h2 білий пішак · a1 біла тура · b1 білий кінь · c1 білий слон · d1 білий ферзь · e1 білий король · f1 білий слон · g1 білий кінь · h1 біла тура | a8 чорна тура · b8 чорний кінь · c8 чорний слон · d8 чорний ферзь · e8 чорний король · f8 чорний слон · g8 чорний кінь · h8 чорна тура · a7 чорний пішак · b7 чорний пішак · c7 чорний пішак · d7 чорний пішак · e7 чорний пішак · g7 чорний пішак · h7 чорний пішак · f5 чорний пішак · e4 білий пішак · f4 білий пішак · a2 білий пішак · b2 білий пішак · c2 білий пішак · d2 білий пішак · g2 білий пішак · h2 білий пішак · a1 біла тура · b1 білий кінь · c1 білий слон · d1 білий ферзь · e1 білий король · f1 білий слон · g1 білий кінь · h1 біла тура | a8 чорна тура · b8 чорний кінь · c8 чорний слон · d8 чорний ферзь · e8 чорний король · f8 чорний слон · g8 чорний кінь · h8 чорна тура · a7 чорний пішак · b7 чорний пішак · c7 чорний пішак · d7 чорний пішак · e7 чорний пішак · g7 чорний пішак · h7 чорний пішак · f5 чорний пішак · e4 білий пішак · f4 білий пішак · a2 білий пішак · b2 білий пішак · c2 білий пішак · d2 білий пішак · g2 білий пішак · h2 білий пішак · a1 біла тура · b1 білий кінь · c1 білий слон · d1 білий ферзь · e1 білий король · f1 білий слон · g1 білий кінь · h1 біла тура | a8 чорна тура · b8 чорний кінь · c8 чорний слон · d8 чорний ферзь · e8 чорний король · f8 чорний слон · g8 чорний кінь · h8 чорна тура · a7 чорний пішак · b7 чорний пішак · c7 чорний пішак · d7 чорний пішак · e7 чорний пішак · g7 чорний пішак · h7 чорний пішак · f5 чорний пішак · e4 білий пішак · f4 білий пішак · a2 білий пішак · b2 білий пішак · c2 білий пішак · d2 білий пішак · g2 білий пішак · h2 білий пішак · a1 біла тура · b1 білий кінь · c1 білий слон · d1 білий ферзь · e1 білий король · f1 білий слон · g1 білий кінь · h1 біла тура | a8 чорна тура · b8 чорний кінь · c8 чорний слон · d8 чорний ферзь · e8 чорний король · f8 чорний слон · g8 чорний кінь · h8 чорна тура · a7 чорний пішак · b7 чорний пішак · c7 чорний пішак · d7 чорний пішак · e7 чорний пішак · g7 чорний пішак · h7 чорний пішак · f5 чорний пішак · e4 білий пішак · f4 білий пішак · a2 білий пішак · b2 білий пішак · c2 білий пішак · d2 білий пішак · g2 білий пішак · h2 білий пішак · a1 біла тура · b1 білий кінь · c1 білий слон · d1 білий ферзь · e1 білий король · f1 білий слон · g1 білий кінь · h1 біла тура | 8 |
| 7 | a8 чорна тура · b8 чорний кінь · c8 чорний слон · d8 чорний ферзь · e8 чорний король · f8 чорний слон · g8 чорний кінь · h8 чорна тура · a7 чорний пішак · b7 чорний пішак · c7 чорний пішак · d7 чорний пішак · e7 чорний пішак · g7 чорний пішак · h7 чорний пішак · f5 чорний пішак · e4 білий пішак · f4 білий пішак · a2 білий пішак · b2 білий пішак · c2 білий пішак · d2 білий пішак · g2 білий пішак · h2 білий пішак · a1 біла тура · b1 білий кінь · c1 білий слон · d1 білий ферзь · e1 білий король · f1 білий слон · g1 білий кінь · h1 біла тура | a8 чорна тура · b8 чорний кінь · c8 чорний слон · d8 чорний ферзь · e8 чорний король · f8 чорний слон · g8 чорний кінь · h8 чорна тура · a7 чорний пішак · b7 чорний пішак · c7 чорний пішак · d7 чорний пішак · e7 чорний пішак · g7 чорний пішак · h7 чорний пішак · f5 чорний пішак · e4 білий пішак · f4 білий пішак · a2 білий пішак · b2 білий пішак · c2 білий пішак · d2 білий пішак · g2 білий пішак · h2 білий пішак · a1 біла тура · b1 білий кінь · c1 білий слон · d1 білий ферзь · e1 білий король · f1 білий слон · g1 білий кінь · h1 біла тура | a8 чорна тура · b8 чорний кінь · c8 чорний слон · d8 чорний ферзь · e8 чорний король · f8 чорний слон · g8 чорний кінь · h8 чорна тура · a7 чорний пішак · b7 чорний пішак · c7 чорний пішак · d7 чорний пішак · e7 чорний пішак · g7 чорний пішак · h7 чорний пішак · f5 чорний пішак · e4 білий пішак · f4 білий пішак · a2 білий пішак · b2 білий пішак · c2 білий пішак · d2 білий пішак · g2 білий пішак · h2 білий пішак · a1 біла тура · b1 білий кінь · c1 білий слон · d1 білий ферзь · e1 білий король · f1 білий слон · g1 білий кінь · h1 біла тура | a8 чорна тура · b8 чорний кінь · c8 чорний слон · d8 чорний ферзь · e8 чорний король · f8 чорний слон · g8 чорний кінь · h8 чорна тура · a7 чорний пішак · b7 чорний пішак · c7 чорний пішак · d7 чорний пішак · e7 чорний пішак · g7 чорний пішак · h7 чорний пішак · f5 чорний пішак · e4 білий пішак · f4 білий пішак · a2 білий пішак · b2 білий пішак · c2 білий пішак · d2 білий пішак · g2 білий пішак · h2 білий пішак · a1 біла тура · b1 білий кінь · c1 білий слон · d1 білий ферзь · e1 білий король · f1 білий слон · g1 білий кінь · h1 біла тура | a8 чорна тура · b8 чорний кінь · c8 чорний слон · d8 чорний ферзь · e8 чорний король · f8 чорний слон · g8 чорний кінь · h8 чорна тура · a7 чорний пішак · b7 чорний пішак · c7 чорний пішак · d7 чорний пішак · e7 чорний пішак · g7 чорний пішак · h7 чорний пішак · f5 чорний пішак · e4 білий пішак · f4 білий пішак · a2 білий пішак · b2 білий пішак · c2 білий пішак · d2 білий пішак · g2 білий пішак · h2 білий пішак · a1 біла тура · b1 білий кінь · c1 білий слон · d1 білий ферзь · e1 білий король · f1 білий слон · g1 білий кінь · h1 біла тура | a8 чорна тура · b8 чорний кінь · c8 чорний слон · d8 чорний ферзь · e8 чорний король · f8 чорний слон · g8 чорний кінь · h8 чорна тура · a7 чорний пішак · b7 чорний пішак · c7 чорний пішак · d7 чорний пішак · e7 чорний пішак · g7 чорний пішак · h7 чорний пішак · f5 чорний пішак · e4 білий пішак · f4 білий пішак · a2 білий пішак · b2 білий пішак · c2 білий пішак · d2 білий пішак · g2 білий пішак · h2 білий пішак · a1 біла тура · b1 білий кінь · c1 білий слон · d1 білий ферзь · e1 білий король · f1 білий слон · g1 білий кінь · h1 біла тура | a8 чорна тура · b8 чорний кінь · c8 чорний слон · d8 чорний ферзь · e8 чорний король · f8 чорний слон · g8 чорний кінь · h8 чорна тура · a7 чорний пішак · b7 чорний пішак · c7 чорний пішак · d7 чорний пішак · e7 чорний пішак · g7 чорний пішак · h7 чорний пішак · f5 чорний пішак · e4 білий пішак · f4 білий пішак · a2 білий пішак · b2 білий пішак · c2 білий пішак · d2 білий пішак · g2 білий пішак · h2 білий пішак · a1 біла тура · b1 білий кінь · c1 білий слон · d1 білий ферзь · e1 білий король · f1 білий слон · g1 білий кінь · h1 біла тура | a8 чорна тура · b8 чорний кінь · c8 чорний слон · d8 чорний ферзь · e8 чорний король · f8 чорний слон · g8 чорний кінь · h8 чорна тура · a7 чорний пішак · b7 чорний пішак · c7 чорний пішак · d7 чорний пішак · e7 чорний пішак · g7 чорний пішак · h7 чорний пішак · f5 чорний пішак · e4 білий пішак · f4 білий пішак · a2 білий пішак · b2 білий пішак · c2 білий пішак · d2 білий пішак · g2 білий пішак · h2 білий пішак · a1 біла тура · b1 білий кінь · c1 білий слон · d1 білий ферзь · e1 білий король · f1 білий слон · g1 білий кінь · h1 біла тура | 7 |
| 6 | a8 чорна тура · b8 чорний кінь · c8 чорний слон · d8 чорний ферзь · e8 чорний король · f8 чорний слон · g8 чорний кінь · h8 чорна тура · a7 чорний пішак · b7 чорний пішак · c7 чорний пішак · d7 чорний пішак · e7 чорний пішак · g7 чорний пішак · h7 чорний пішак · f5 чорний пішак · e4 білий пішак · f4 білий пішак · a2 білий пішак · b2 білий пішак · c2 білий пішак · d2 білий пішак · g2 білий пішак · h2 білий пішак · a1 біла тура · b1 білий кінь · c1 білий слон · d1 білий ферзь · e1 білий король · f1 білий слон · g1 білий кінь · h1 біла тура | a8 чорна тура · b8 чорний кінь · c8 чорний слон · d8 чорний ферзь · e8 чорний король · f8 чорний слон · g8 чорний кінь · h8 чорна тура · a7 чорний пішак · b7 чорний пішак · c7 чорний пішак · d7 чорний пішак · e7 чорний пішак · g7 чорний пішак · h7 чорний пішак · f5 чорний пішак · e4 білий пішак · f4 білий пішак · a2 білий пішак · b2 білий пішак · c2 білий пішак · d2 білий пішак · g2 білий пішак · h2 білий пішак · a1 біла тура · b1 білий кінь · c1 білий слон · d1 білий ферзь · e1 білий король · f1 білий слон · g1 білий кінь · h1 біла тура | a8 чорна тура · b8 чорний кінь · c8 чорний слон · d8 чорний ферзь · e8 чорний король · f8 чорний слон · g8 чорний кінь · h8 чорна тура · a7 чорний пішак · b7 чорний пішак · c7 чорний пішак · d7 чорний пішак · e7 чорний пішак · g7 чорний пішак · h7 чорний пішак · f5 чорний пішак · e4 білий пішак · f4 білий пішак · a2 білий пішак · b2 білий пішак · c2 білий пішак · d2 білий пішак · g2 білий пішак · h2 білий пішак · a1 біла тура · b1 білий кінь · c1 білий слон · d1 білий ферзь · e1 білий король · f1 білий слон · g1 білий кінь · h1 біла тура | a8 чорна тура · b8 чорний кінь · c8 чорний слон · d8 чорний ферзь · e8 чорний король · f8 чорний слон · g8 чорний кінь · h8 чорна тура · a7 чорний пішак · b7 чорний пішак · c7 чорний пішак · d7 чорний пішак · e7 чорний пішак · g7 чорний пішак · h7 чорний пішак · f5 чорний пішак · e4 білий пішак · f4 білий пішак · a2 білий пішак · b2 білий пішак · c2 білий пішак · d2 білий пішак · g2 білий пішак · h2 білий пішак · a1 біла тура · b1 білий кінь · c1 білий слон · d1 білий ферзь · e1 білий король · f1 білий слон · g1 білий кінь · h1 біла тура | a8 чорна тура · b8 чорний кінь · c8 чорний слон · d8 чорний ферзь · e8 чорний король · f8 чорний слон · g8 чорний кінь · h8 чорна тура · a7 чорний пішак · b7 чорний пішак · c7 чорний пішак · d7 чорний пішак · e7 чорний пішак · g7 чорний пішак · h7 чорний пішак · f5 чорний пішак · e4 білий пішак · f4 білий пішак · a2 білий пішак · b2 білий пішак · c2 білий пішак · d2 білий пішак · g2 білий пішак · h2 білий пішак · a1 біла тура · b1 білий кінь · c1 білий слон · d1 білий ферзь · e1 білий король · f1 білий слон · g1 білий кінь · h1 біла тура | a8 чорна тура · b8 чорний кінь · c8 чорний слон · d8 чорний ферзь · e8 чорний король · f8 чорний слон · g8 чорний кінь · h8 чорна тура · a7 чорний пішак · b7 чорний пішак · c7 чорний пішак · d7 чорний пішак · e7 чорний пішак · g7 чорний пішак · h7 чорний пішак · f5 чорний пішак · e4 білий пішак · f4 білий пішак · a2 білий пішак · b2 білий пішак · c2 білий пішак · d2 білий пішак · g2 білий пішак · h2 білий пішак · a1 біла тура · b1 білий кінь · c1 білий слон · d1 білий ферзь · e1 білий король · f1 білий слон · g1 білий кінь · h1 біла тура | a8 чорна тура · b8 чорний кінь · c8 чорний слон · d8 чорний ферзь · e8 чорний король · f8 чорний слон · g8 чорний кінь · h8 чорна тура · a7 чорний пішак · b7 чорний пішак · c7 чорний пішак · d7 чорний пішак · e7 чорний пішак · g7 чорний пішак · h7 чорний пішак · f5 чорний пішак · e4 білий пішак · f4 білий пішак · a2 білий пішак · b2 білий пішак · c2 білий пішак · d2 білий пішак · g2 білий пішак · h2 білий пішак · a1 біла тура · b1 білий кінь · c1 білий слон · d1 білий ферзь · e1 білий король · f1 білий слон · g1 білий кінь · h1 біла тура | a8 чорна тура · b8 чорний кінь · c8 чорний слон · d8 чорний ферзь · e8 чорний король · f8 чорний слон · g8 чорний кінь · h8 чорна тура · a7 чорний пішак · b7 чорний пішак · c7 чорний пішак · d7 чорний пішак · e7 чорний пішак · g7 чорний пішак · h7 чорний пішак · f5 чорний пішак · e4 білий пішак · f4 білий пішак · a2 білий пішак · b2 білий пішак · c2 білий пішак · d2 білий пішак · g2 білий пішак · h2 білий пішак · a1 біла тура · b1 білий кінь · c1 білий слон · d1 білий ферзь · e1 білий король · f1 білий слон · g1 білий кінь · h1 біла тура | 6 |
| 5 | a8 чорна тура · b8 чорний кінь · c8 чорний слон · d8 чорний ферзь · e8 чорний король · f8 чорний слон · g8 чорний кінь · h8 чорна тура · a7 чорний пішак · b7 чорний пішак · c7 чорний пішак · d7 чорний пішак · e7 чорний пішак · g7 чорний пішак · h7 чорний пішак · f5 чорний пішак · e4 білий пішак · f4 білий пішак · a2 білий пішак · b2 білий пішак · c2 білий пішак · d2 білий пішак · g2 білий пішак · h2 білий пішак · a1 біла тура · b1 білий кінь · c1 білий слон · d1 білий ферзь · e1 білий король · f1 білий слон · g1 білий кінь · h1 біла тура | a8 чорна тура · b8 чорний кінь · c8 чорний слон · d8 чорний ферзь · e8 чорний король · f8 чорний слон · g8 чорний кінь · h8 чорна тура · a7 чорний пішак · b7 чорний пішак · c7 чорний пішак · d7 чорний пішак · e7 чорний пішак · g7 чорний пішак · h7 чорний пішак · f5 чорний пішак · e4 білий пішак · f4 білий пішак · a2 білий пішак · b2 білий пішак · c2 білий пішак · d2 білий пішак · g2 білий пішак · h2 білий пішак · a1 біла тура · b1 білий кінь · c1 білий слон · d1 білий ферзь · e1 білий король · f1 білий слон · g1 білий кінь · h1 біла тура | a8 чорна тура · b8 чорний кінь · c8 чорний слон · d8 чорний ферзь · e8 чорний король · f8 чорний слон · g8 чорний кінь · h8 чорна тура · a7 чорний пішак · b7 чорний пішак · c7 чорний пішак · d7 чорний пішак · e7 чорний пішак · g7 чорний пішак · h7 чорний пішак · f5 чорний пішак · e4 білий пішак · f4 білий пішак · a2 білий пішак · b2 білий пішак · c2 білий пішак · d2 білий пішак · g2 білий пішак · h2 білий пішак · a1 біла тура · b1 білий кінь · c1 білий слон · d1 білий ферзь · e1 білий король · f1 білий слон · g1 білий кінь · h1 біла тура | a8 чорна тура · b8 чорний кінь · c8 чорний слон · d8 чорний ферзь · e8 чорний король · f8 чорний слон · g8 чорний кінь · h8 чорна тура · a7 чорний пішак · b7 чорний пішак · c7 чорний пішак · d7 чорний пішак · e7 чорний пішак · g7 чорний пішак · h7 чорний пішак · f5 чорний пішак · e4 білий пішак · f4 білий пішак · a2 білий пішак · b2 білий пішак · c2 білий пішак · d2 білий пішак · g2 білий пішак · h2 білий пішак · a1 біла тура · b1 білий кінь · c1 білий слон · d1 білий ферзь · e1 білий король · f1 білий слон · g1 білий кінь · h1 біла тура | a8 чорна тура · b8 чорний кінь · c8 чорний слон · d8 чорний ферзь · e8 чорний король · f8 чорний слон · g8 чорний кінь · h8 чорна тура · a7 чорний пішак · b7 чорний пішак · c7 чорний пішак · d7 чорний пішак · e7 чорний пішак · g7 чорний пішак · h7 чорний пішак · f5 чорний пішак · e4 білий пішак · f4 білий пішак · a2 білий пішак · b2 білий пішак · c2 білий пішак · d2 білий пішак · g2 білий пішак · h2 білий пішак · a1 біла тура · b1 білий кінь · c1 білий слон · d1 білий ферзь · e1 білий король · f1 білий слон · g1 білий кінь · h1 біла тура | a8 чорна тура · b8 чорний кінь · c8 чорний слон · d8 чорний ферзь · e8 чорний король · f8 чорний слон · g8 чорний кінь · h8 чорна тура · a7 чорний пішак · b7 чорний пішак · c7 чорний пішак · d7 чорний пішак · e7 чорний пішак · g7 чорний пішак · h7 чорний пішак · f5 чорний пішак · e4 білий пішак · f4 білий пішак · a2 білий пішак · b2 білий пішак · c2 білий пішак · d2 білий пішак · g2 білий пішак · h2 білий пішак · a1 біла тура · b1 білий кінь · c1 білий слон · d1 білий ферзь · e1 білий король · f1 білий слон · g1 білий кінь · h1 біла тура | a8 чорна тура · b8 чорний кінь · c8 чорний слон · d8 чорний ферзь · e8 чорний король · f8 чорний слон · g8 чорний кінь · h8 чорна тура · a7 чорний пішак · b7 чорний пішак · c7 чорний пішак · d7 чорний пішак · e7 чорний пішак · g7 чорний пішак · h7 чорний пішак · f5 чорний пішак · e4 білий пішак · f4 білий пішак · a2 білий пішак · b2 білий пішак · c2 білий пішак · d2 білий пішак · g2 білий пішак · h2 білий пішак · a1 біла тура · b1 білий кінь · c1 білий слон · d1 білий ферзь · e1 білий король · f1 білий слон · g1 білий кінь · h1 біла тура | a8 чорна тура · b8 чорний кінь · c8 чорний слон · d8 чорний ферзь · e8 чорний король · f8 чорний слон · g8 чорний кінь · h8 чорна тура · a7 чорний пішак · b7 чорний пішак · c7 чорний пішак · d7 чорний пішак · e7 чорний пішак · g7 чорний пішак · h7 чорний пішак · f5 чорний пішак · e4 білий пішак · f4 білий пішак · a2 білий пішак · b2 білий пішак · c2 білий пішак · d2 білий пішак · g2 білий пішак · h2 білий пішак · a1 біла тура · b1 білий кінь · c1 білий слон · d1 білий ферзь · e1 білий король · f1 білий слон · g1 білий кінь · h1 біла тура | 5 |
| 4 | a8 чорна тура · b8 чорний кінь · c8 чорний слон · d8 чорний ферзь · e8 чорний король · f8 чорний слон · g8 чорний кінь · h8 чорна тура · a7 чорний пішак · b7 чорний пішак · c7 чорний пішак · d7 чорний пішак · e7 чорний пішак · g7 чорний пішак · h7 чорний пішак · f5 чорний пішак · e4 білий пішак · f4 білий пішак · a2 білий пішак · b2 білий пішак · c2 білий пішак · d2 білий пішак · g2 білий пішак · h2 білий пішак · a1 біла тура · b1 білий кінь · c1 білий слон · d1 білий ферзь · e1 білий король · f1 білий слон · g1 білий кінь · h1 біла тура | a8 чорна тура · b8 чорний кінь · c8 чорний слон · d8 чорний ферзь · e8 чорний король · f8 чорний слон · g8 чорний кінь · h8 чорна тура · a7 чорний пішак · b7 чорний пішак · c7 чорний пішак · d7 чорний пішак · e7 чорний пішак · g7 чорний пішак · h7 чорний пішак · f5 чорний пішак · e4 білий пішак · f4 білий пішак · a2 білий пішак · b2 білий пішак · c2 білий пішак · d2 білий пішак · g2 білий пішак · h2 білий пішак · a1 біла тура · b1 білий кінь · c1 білий слон · d1 білий ферзь · e1 білий король · f1 білий слон · g1 білий кінь · h1 біла тура | a8 чорна тура · b8 чорний кінь · c8 чорний слон · d8 чорний ферзь · e8 чорний король · f8 чорний слон · g8 чорний кінь · h8 чорна тура · a7 чорний пішак · b7 чорний пішак · c7 чорний пішак · d7 чорний пішак · e7 чорний пішак · g7 чорний пішак · h7 чорний пішак · f5 чорний пішак · e4 білий пішак · f4 білий пішак · a2 білий пішак · b2 білий пішак · c2 білий пішак · d2 білий пішак · g2 білий пішак · h2 білий пішак · a1 біла тура · b1 білий кінь · c1 білий слон · d1 білий ферзь · e1 білий король · f1 білий слон · g1 білий кінь · h1 біла тура | a8 чорна тура · b8 чорний кінь · c8 чорний слон · d8 чорний ферзь · e8 чорний король · f8 чорний слон · g8 чорний кінь · h8 чорна тура · a7 чорний пішак · b7 чорний пішак · c7 чорний пішак · d7 чорний пішак · e7 чорний пішак · g7 чорний пішак · h7 чорний пішак · f5 чорний пішак · e4 білий пішак · f4 білий пішак · a2 білий пішак · b2 білий пішак · c2 білий пішак · d2 білий пішак · g2 білий пішак · h2 білий пішак · a1 біла тура · b1 білий кінь · c1 білий слон · d1 білий ферзь · e1 білий король · f1 білий слон · g1 білий кінь · h1 біла тура | a8 чорна тура · b8 чорний кінь · c8 чорний слон · d8 чорний ферзь · e8 чорний король · f8 чорний слон · g8 чорний кінь · h8 чорна тура · a7 чорний пішак · b7 чорний пішак · c7 чорний пішак · d7 чорний пішак · e7 чорний пішак · g7 чорний пішак · h7 чорний пішак · f5 чорний пішак · e4 білий пішак · f4 білий пішак · a2 білий пішак · b2 білий пішак · c2 білий пішак · d2 білий пішак · g2 білий пішак · h2 білий пішак · a1 біла тура · b1 білий кінь · c1 білий слон · d1 білий ферзь · e1 білий король · f1 білий слон · g1 білий кінь · h1 біла тура | a8 чорна тура · b8 чорний кінь · c8 чорний слон · d8 чорний ферзь · e8 чорний король · f8 чорний слон · g8 чорний кінь · h8 чорна тура · a7 чорний пішак · b7 чорний пішак · c7 чорний пішак · d7 чорний пішак · e7 чорний пішак · g7 чорний пішак · h7 чорний пішак · f5 чорний пішак · e4 білий пішак · f4 білий пішак · a2 білий пішак · b2 білий пішак · c2 білий пішак · d2 білий пішак · g2 білий пішак · h2 білий пішак · a1 біла тура · b1 білий кінь · c1 білий слон · d1 білий ферзь · e1 білий король · f1 білий слон · g1 білий кінь · h1 біла тура | a8 чорна тура · b8 чорний кінь · c8 чорний слон · d8 чорний ферзь · e8 чорний король · f8 чорний слон · g8 чорний кінь · h8 чорна тура · a7 чорний пішак · b7 чорний пішак · c7 чорний пішак · d7 чорний пішак · e7 чорний пішак · g7 чорний пішак · h7 чорний пішак · f5 чорний пішак · e4 білий пішак · f4 білий пішак · a2 білий пішак · b2 білий пішак · c2 білий пішак · d2 білий пішак · g2 білий пішак · h2 білий пішак · a1 біла тура · b1 білий кінь · c1 білий слон · d1 білий ферзь · e1 білий король · f1 білий слон · g1 білий кінь · h1 біла тура | a8 чорна тура · b8 чорний кінь · c8 чорний слон · d8 чорний ферзь · e8 чорний король · f8 чорний слон · g8 чорний кінь · h8 чорна тура · a7 чорний пішак · b7 чорний пішак · c7 чорний пішак · d7 чорний пішак · e7 чорний пішак · g7 чорний пішак · h7 чорний пішак · f5 чорний пішак · e4 білий пішак · f4 білий пішак · a2 білий пішак · b2 білий пішак · c2 білий пішак · d2 білий пішак · g2 білий пішак · h2 білий пішак · a1 біла тура · b1 білий кінь · c1 білий слон · d1 білий ферзь · e1 білий король · f1 білий слон · g1 білий кінь · h1 біла тура | 4 |
| 3 | a8 чорна тура · b8 чорний кінь · c8 чорний слон · d8 чорний ферзь · e8 чорний король · f8 чорний слон · g8 чорний кінь · h8 чорна тура · a7 чорний пішак · b7 чорний пішак · c7 чорний пішак · d7 чорний пішак · e7 чорний пішак · g7 чорний пішак · h7 чорний пішак · f5 чорний пішак · e4 білий пішак · f4 білий пішак · a2 білий пішак · b2 білий пішак · c2 білий пішак · d2 білий пішак · g2 білий пішак · h2 білий пішак · a1 біла тура · b1 білий кінь · c1 білий слон · d1 білий ферзь · e1 білий король · f1 білий слон · g1 білий кінь · h1 біла тура | a8 чорна тура · b8 чорний кінь · c8 чорний слон · d8 чорний ферзь · e8 чорний король · f8 чорний слон · g8 чорний кінь · h8 чорна тура · a7 чорний пішак · b7 чорний пішак · c7 чорний пішак · d7 чорний пішак · e7 чорний пішак · g7 чорний пішак · h7 чорний пішак · f5 чорний пішак · e4 білий пішак · f4 білий пішак · a2 білий пішак · b2 білий пішак · c2 білий пішак · d2 білий пішак · g2 білий пішак · h2 білий пішак · a1 біла тура · b1 білий кінь · c1 білий слон · d1 білий ферзь · e1 білий король · f1 білий слон · g1 білий кінь · h1 біла тура | a8 чорна тура · b8 чорний кінь · c8 чорний слон · d8 чорний ферзь · e8 чорний король · f8 чорний слон · g8 чорний кінь · h8 чорна тура · a7 чорний пішак · b7 чорний пішак · c7 чорний пішак · d7 чорний пішак · e7 чорний пішак · g7 чорний пішак · h7 чорний пішак · f5 чорний пішак · e4 білий пішак · f4 білий пішак · a2 білий пішак · b2 білий пішак · c2 білий пішак · d2 білий пішак · g2 білий пішак · h2 білий пішак · a1 біла тура · b1 білий кінь · c1 білий слон · d1 білий ферзь · e1 білий король · f1 білий слон · g1 білий кінь · h1 біла тура | a8 чорна тура · b8 чорний кінь · c8 чорний слон · d8 чорний ферзь · e8 чорний король · f8 чорний слон · g8 чорний кінь · h8 чорна тура · a7 чорний пішак · b7 чорний пішак · c7 чорний пішак · d7 чорний пішак · e7 чорний пішак · g7 чорний пішак · h7 чорний пішак · f5 чорний пішак · e4 білий пішак · f4 білий пішак · a2 білий пішак · b2 білий пішак · c2 білий пішак · d2 білий пішак · g2 білий пішак · h2 білий пішак · a1 біла тура · b1 білий кінь · c1 білий слон · d1 білий ферзь · e1 білий король · f1 білий слон · g1 білий кінь · h1 біла тура | a8 чорна тура · b8 чорний кінь · c8 чорний слон · d8 чорний ферзь · e8 чорний король · f8 чорний слон · g8 чорний кінь · h8 чорна тура · a7 чорний пішак · b7 чорний пішак · c7 чорний пішак · d7 чорний пішак · e7 чорний пішак · g7 чорний пішак · h7 чорний пішак · f5 чорний пішак · e4 білий пішак · f4 білий пішак · a2 білий пішак · b2 білий пішак · c2 білий пішак · d2 білий пішак · g2 білий пішак · h2 білий пішак · a1 біла тура · b1 білий кінь · c1 білий слон · d1 білий ферзь · e1 білий король · f1 білий слон · g1 білий кінь · h1 біла тура | a8 чорна тура · b8 чорний кінь · c8 чорний слон · d8 чорний ферзь · e8 чорний король · f8 чорний слон · g8 чорний кінь · h8 чорна тура · a7 чорний пішак · b7 чорний пішак · c7 чорний пішак · d7 чорний пішак · e7 чорний пішак · g7 чорний пішак · h7 чорний пішак · f5 чорний пішак · e4 білий пішак · f4 білий пішак · a2 білий пішак · b2 білий пішак · c2 білий пішак · d2 білий пішак · g2 білий пішак · h2 білий пішак · a1 біла тура · b1 білий кінь · c1 білий слон · d1 білий ферзь · e1 білий король · f1 білий слон · g1 білий кінь · h1 біла тура | a8 чорна тура · b8 чорний кінь · c8 чорний слон · d8 чорний ферзь · e8 чорний король · f8 чорний слон · g8 чорний кінь · h8 чорна тура · a7 чорний пішак · b7 чорний пішак · c7 чорний пішак · d7 чорний пішак · e7 чорний пішак · g7 чорний пішак · h7 чорний пішак · f5 чорний пішак · e4 білий пішак · f4 білий пішак · a2 білий пішак · b2 білий пішак · c2 білий пішак · d2 білий пішак · g2 білий пішак · h2 білий пішак · a1 біла тура · b1 білий кінь · c1 білий слон · d1 білий ферзь · e1 білий король · f1 білий слон · g1 білий кінь · h1 біла тура | a8 чорна тура · b8 чорний кінь · c8 чорний слон · d8 чорний ферзь · e8 чорний король · f8 чорний слон · g8 чорний кінь · h8 чорна тура · a7 чорний пішак · b7 чорний пішак · c7 чорний пішак · d7 чорний пішак · e7 чорний пішак · g7 чорний пішак · h7 чорний пішак · f5 чорний пішак · e4 білий пішак · f4 білий пішак · a2 білий пішак · b2 білий пішак · c2 білий пішак · d2 білий пішак · g2 білий пішак · h2 білий пішак · a1 біла тура · b1 білий кінь · c1 білий слон · d1 білий ферзь · e1 білий король · f1 білий слон · g1 білий кінь · h1 біла тура | 3 |
| 2 | a8 чорна тура · b8 чорний кінь · c8 чорний слон · d8 чорний ферзь · e8 чорний король · f8 чорний слон · g8 чорний кінь · h8 чорна тура · a7 чорний пішак · b7 чорний пішак · c7 чорний пішак · d7 чорний пішак · e7 чорний пішак · g7 чорний пішак · h7 чорний пішак · f5 чорний пішак · e4 білий пішак · f4 білий пішак · a2 білий пішак · b2 білий пішак · c2 білий пішак · d2 білий пішак · g2 білий пішак · h2 білий пішак · a1 біла тура · b1 білий кінь · c1 білий слон · d1 білий ферзь · e1 білий король · f1 білий слон · g1 білий кінь · h1 біла тура | a8 чорна тура · b8 чорний кінь · c8 чорний слон · d8 чорний ферзь · e8 чорний король · f8 чорний слон · g8 чорний кінь · h8 чорна тура · a7 чорний пішак · b7 чорний пішак · c7 чорний пішак · d7 чорний пішак · e7 чорний пішак · g7 чорний пішак · h7 чорний пішак · f5 чорний пішак · e4 білий пішак · f4 білий пішак · a2 білий пішак · b2 білий пішак · c2 білий пішак · d2 білий пішак · g2 білий пішак · h2 білий пішак · a1 біла тура · b1 білий кінь · c1 білий слон · d1 білий ферзь · e1 білий король · f1 білий слон · g1 білий кінь · h1 біла тура | a8 чорна тура · b8 чорний кінь · c8 чорний слон · d8 чорний ферзь · e8 чорний король · f8 чорний слон · g8 чорний кінь · h8 чорна тура · a7 чорний пішак · b7 чорний пішак · c7 чорний пішак · d7 чорний пішак · e7 чорний пішак · g7 чорний пішак · h7 чорний пішак · f5 чорний пішак · e4 білий пішак · f4 білий пішак · a2 білий пішак · b2 білий пішак · c2 білий пішак · d2 білий пішак · g2 білий пішак · h2 білий пішак · a1 біла тура · b1 білий кінь · c1 білий слон · d1 білий ферзь · e1 білий король · f1 білий слон · g1 білий кінь · h1 біла тура | a8 чорна тура · b8 чорний кінь · c8 чорний слон · d8 чорний ферзь · e8 чорний король · f8 чорний слон · g8 чорний кінь · h8 чорна тура · a7 чорний пішак · b7 чорний пішак · c7 чорний пішак · d7 чорний пішак · e7 чорний пішак · g7 чорний пішак · h7 чорний пішак · f5 чорний пішак · e4 білий пішак · f4 білий пішак · a2 білий пішак · b2 білий пішак · c2 білий пішак · d2 білий пішак · g2 білий пішак · h2 білий пішак · a1 біла тура · b1 білий кінь · c1 білий слон · d1 білий ферзь · e1 білий король · f1 білий слон · g1 білий кінь · h1 біла тура | a8 чорна тура · b8 чорний кінь · c8 чорний слон · d8 чорний ферзь · e8 чорний король · f8 чорний слон · g8 чорний кінь · h8 чорна тура · a7 чорний пішак · b7 чорний пішак · c7 чорний пішак · d7 чорний пішак · e7 чорний пішак · g7 чорний пішак · h7 чорний пішак · f5 чорний пішак · e4 білий пішак · f4 білий пішак · a2 білий пішак · b2 білий пішак · c2 білий пішак · d2 білий пішак · g2 білий пішак · h2 білий пішак · a1 біла тура · b1 білий кінь · c1 білий слон · d1 білий ферзь · e1 білий король · f1 білий слон · g1 білий кінь · h1 біла тура | a8 чорна тура · b8 чорний кінь · c8 чорний слон · d8 чорний ферзь · e8 чорний король · f8 чорний слон · g8 чорний кінь · h8 чорна тура · a7 чорний пішак · b7 чорний пішак · c7 чорний пішак · d7 чорний пішак · e7 чорний пішак · g7 чорний пішак · h7 чорний пішак · f5 чорний пішак · e4 білий пішак · f4 білий пішак · a2 білий пішак · b2 білий пішак · c2 білий пішак · d2 білий пішак · g2 білий пішак · h2 білий пішак · a1 біла тура · b1 білий кінь · c1 білий слон · d1 білий ферзь · e1 білий король · f1 білий слон · g1 білий кінь · h1 біла тура | a8 чорна тура · b8 чорний кінь · c8 чорний слон · d8 чорний ферзь · e8 чорний король · f8 чорний слон · g8 чорний кінь · h8 чорна тура · a7 чорний пішак · b7 чорний пішак · c7 чорний пішак · d7 чорний пішак · e7 чорний пішак · g7 чорний пішак · h7 чорний пішак · f5 чорний пішак · e4 білий пішак · f4 білий пішак · a2 білий пішак · b2 білий пішак · c2 білий пішак · d2 білий пішак · g2 білий пішак · h2 білий пішак · a1 біла тура · b1 білий кінь · c1 білий слон · d1 білий ферзь · e1 білий король · f1 білий слон · g1 білий кінь · h1 біла тура | a8 чорна тура · b8 чорний кінь · c8 чорний слон · d8 чорний ферзь · e8 чорний король · f8 чорний слон · g8 чорний кінь · h8 чорна тура · a7 чорний пішак · b7 чорний пішак · c7 чорний пішак · d7 чорний пішак · e7 чорний пішак · g7 чорний пішак · h7 чорний пішак · f5 чорний пішак · e4 білий пішак · f4 білий пішак · a2 білий пішак · b2 білий пішак · c2 білий пішак · d2 білий пішак · g2 білий пішак · h2 білий пішак · a1 біла тура · b1 білий кінь · c1 білий слон · d1 білий ферзь · e1 білий король · f1 білий слон · g1 білий кінь · h1 біла тура | 2 |
| 1 | a8 чорна тура · b8 чорний кінь · c8 чорний слон · d8 чорний ферзь · e8 чорний король · f8 чорний слон · g8 чорний кінь · h8 чорна тура · a7 чорний пішак · b7 чорний пішак · c7 чорний пішак · d7 чорний пішак · e7 чорний пішак · g7 чорний пішак · h7 чорний пішак · f5 чорний пішак · e4 білий пішак · f4 білий пішак · a2 білий пішак · b2 білий пішак · c2 білий пішак · d2 білий пішак · g2 білий пішак · h2 білий пішак · a1 біла тура · b1 білий кінь · c1 білий слон · d1 білий ферзь · e1 білий король · f1 білий слон · g1 білий кінь · h1 біла тура | a8 чорна тура · b8 чорний кінь · c8 чорний слон · d8 чорний ферзь · e8 чорний король · f8 чорний слон · g8 чорний кінь · h8 чорна тура · a7 чорний пішак · b7 чорний пішак · c7 чорний пішак · d7 чорний пішак · e7 чорний пішак · g7 чорний пішак · h7 чорний пішак · f5 чорний пішак · e4 білий пішак · f4 білий пішак · a2 білий пішак · b2 білий пішак · c2 білий пішак · d2 білий пішак · g2 білий пішак · h2 білий пішак · a1 біла тура · b1 білий кінь · c1 білий слон · d1 білий ферзь · e1 білий король · f1 білий слон · g1 білий кінь · h1 біла тура | a8 чорна тура · b8 чорний кінь · c8 чорний слон · d8 чорний ферзь · e8 чорний король · f8 чорний слон · g8 чорний кінь · h8 чорна тура · a7 чорний пішак · b7 чорний пішак · c7 чорний пішак · d7 чорний пішак · e7 чорний пішак · g7 чорний пішак · h7 чорний пішак · f5 чорний пішак · e4 білий пішак · f4 білий пішак · a2 білий пішак · b2 білий пішак · c2 білий пішак · d2 білий пішак · g2 білий пішак · h2 білий пішак · a1 біла тура · b1 білий кінь · c1 білий слон · d1 білий ферзь · e1 білий король · f1 білий слон · g1 білий кінь · h1 біла тура | a8 чорна тура · b8 чорний кінь · c8 чорний слон · d8 чорний ферзь · e8 чорний король · f8 чорний слон · g8 чорний кінь · h8 чорна тура · a7 чорний пішак · b7 чорний пішак · c7 чорний пішак · d7 чорний пішак · e7 чорний пішак · g7 чорний пішак · h7 чорний пішак · f5 чорний пішак · e4 білий пішак · f4 білий пішак · a2 білий пішак · b2 білий пішак · c2 білий пішак · d2 білий пішак · g2 білий пішак · h2 білий пішак · a1 біла тура · b1 білий кінь · c1 білий слон · d1 білий ферзь · e1 білий король · f1 білий слон · g1 білий кінь · h1 біла тура | a8 чорна тура · b8 чорний кінь · c8 чорний слон · d8 чорний ферзь · e8 чорний король · f8 чорний слон · g8 чорний кінь · h8 чорна тура · a7 чорний пішак · b7 чорний пішак · c7 чорний пішак · d7 чорний пішак · e7 чорний пішак · g7 чорний пішак · h7 чорний пішак · f5 чорний пішак · e4 білий пішак · f4 білий пішак · a2 білий пішак · b2 білий пішак · c2 білий пішак · d2 білий пішак · g2 білий пішак · h2 білий пішак · a1 біла тура · b1 білий кінь · c1 білий слон · d1 білий ферзь · e1 білий король · f1 білий слон · g1 білий кінь · h1 біла тура | a8 чорна тура · b8 чорний кінь · c8 чорний слон · d8 чорний ферзь · e8 чорний король · f8 чорний слон · g8 чорний кінь · h8 чорна тура · a7 чорний пішак · b7 чорний пішак · c7 чорний пішак · d7 чорний пішак · e7 чорний пішак · g7 чорний пішак · h7 чорний пішак · f5 чорний пішак · e4 білий пішак · f4 білий пішак · a2 білий пішак · b2 білий пішак · c2 білий пішак · d2 білий пішак · g2 білий пішак · h2 білий пішак · a1 біла тура · b1 білий кінь · c1 білий слон · d1 білий ферзь · e1 білий король · f1 білий слон · g1 білий кінь · h1 біла тура | a8 чорна тура · b8 чорний кінь · c8 чорний слон · d8 чорний ферзь · e8 чорний король · f8 чорний слон · g8 чорний кінь · h8 чорна тура · a7 чорний пішак · b7 чорний пішак · c7 чорний пішак · d7 чорний пішак · e7 чорний пішак · g7 чорний пішак · h7 чорний пішак · f5 чорний пішак · e4 білий пішак · f4 білий пішак · a2 білий пішак · b2 білий пішак · c2 білий пішак · d2 білий пішак · g2 білий пішак · h2 білий пішак · a1 біла тура · b1 білий кінь · c1 білий слон · d1 білий ферзь · e1 білий король · f1 білий слон · g1 білий кінь · h1 біла тура | a8 чорна тура · b8 чорний кінь · c8 чорний слон · d8 чорний ферзь · e8 чорний король · f8 чорний слон · g8 чорний кінь · h8 чорна тура · a7 чорний пішак · b7 чорний пішак · c7 чорний пішак · d7 чорний пішак · e7 чорний пішак · g7 чорний пішак · h7 чорний пішак · f5 чорний пішак · e4 білий пішак · f4 білий пішак · a2 білий пішак · b2 білий пішак · c2 білий пішак · d2 білий пішак · g2 білий пішак · h2 білий пішак · a1 біла тура · b1 білий кінь · c1 білий слон · d1 білий ферзь · e1 білий король · f1 білий слон · g1 білий кінь · h1 біла тура | 1 |
|   | a | b | c | d | e | f | g | h |   |

Гамбіт Вагнера : 1. f2-f4 f7-f5  2. е2-е4.

## Історія
Відноситься до відкритих початків.  Запропонував  швейцарський (німецький)  шахіст Г. Вагнер.  В шаховій  практиці зустрічається  рідко, так  як  на I. f4 чорні не відповідають 1…  f5.

## Варіант
2...   fе
3. d3 ed (3...e3 4. С: e3  Кf6  5. d4 е6  6. Сd3 Кc6  7. a3 Ке7  8. Кh3 b6  9. 0—0 Сb7 10. Кd2± (Пеликан—Алехин,  Подебради,  1936)
4. С: d3  Кf6
5. Кf3 d5
6. 0—0  з можливістю атаки.

## Партія
| Пелікан, Дж |  | Альохін, А |  | ½-½ | 46 | A02 | 1936 рік | Подєбради |

Пелікан  Хорхе -  Алехін  Олександр.  Подєбради · 1936 · (A02) · ½-½
1.f4 f5 2.e4 fxe4 3.d3 e3 4.Сxe3 Кf6 5.d4 e6 6.Сd3 Кc6 7.a3 Кe7 8.Кh3 b6 9.0 - 0 Сb7 10.Кd2 g6 11.Сf2 Сg7 12.c3 0 - 0 13.Фe2 a5 14.a4 Кfd5 15.Сh4 Фe8 16.g4 Кf6 17.Кg5 Кed5 18.Сg3 Фe7 19.Кde4 Кxe4 20.Кxe4 c5 21.dxc5  bxc5 22.h4 e5 23.fxe5 Сxe5 24.Сxe5 Фxe5 25.Кf6+ Фxf6 26.Тxf6 Кxf6 27.g5 Кh5 28.Фe7 Тf7 29.Фxc5 Кf4 30.Сc4 d5 31.Сf1 Тe8 32.b4 Тe4 33.Фd6 axb4 34.cxb4 d4 35.a5 d3 36.a6 Сa8 37.Тc1 Кe2+ 38.Сxe2 dxe2 39.Фg3 h5 40.gxh6 Крh7 41.b5 Тef4 42.h5 gxh5 43.Фxf4 Тxf4 44.b6 Сf3 45.b7 Тc4 46.Тe1 Сxb7  ½-½ 